# Roudoule
La Roudoule est un cours d'eau des Alpes-Maritimes en région Provence-Alpes-Côte d'Azur et un affluent gauche du Var, en amont du Cians.

## Géographie
La Roudoule prend sa source au pied du dôme du Barrot (2 137 m), sur la commune d'Auvare, à 1 160 mètres d'altitude.
Elle se jette dans le Var à Puget-Théniers, à 600 mètres d'altitude, après un parcours de 14,2 kilomètres où elle creuse de profondes gorges, enjambées par des ouvrages spectaculaires, comme le pont suspendu de Saint-Léger. Elle coule globalement du nord vers le sud.

### Communes et cantons traversés
Dans le seul département des Alpes-Maritimes, la Roudoule traverse les trois communes suivantes, de l'amont vers l'aval ; de Auvare (source), La Croix-sur-Roudoule, Puget-Théniers (confluence).
Soit en termes de cantons, la Roudoule prend source et conflue dans le même canton de Vence dans l'arrondissement de Nice et dans l'intercommunalité communauté de communes Alpes d'Azur.

### Toponymes
La Roudoule a donné son hydronyme à la commune de La Croix-sur-Roudoule.

### Bassin versant
La Roudoule traverse les deux zones hydrographiques « Le Var du Coulomp à la Roudoule », « Le Var de la Roudoule incluse au Cians ». Le bassin versant de la Roudoule est de 49 km2.

### Organisme gestionnaire
Le SMIAGE ou Syndicat Mixte Inondations, Aménagements et Gestion de l'Eau maralpin, créé en le 1er janvier 2017 , s'occupe désormais de la gestion des bassins versants des Alpes-Maritimes, en particulier de celui du fleuve le Var. Celui-ci « a été reconnu comme EPTB, avec les félicitations du jury, lors de la séance du comité de bassin de l’Agence l’eau Rhône-Méditerranée-Corse du vendredi 22 juin 2018 car il porte à la fois des politiques liées à la prévention du risque inondation et la gestion des milieux aquatiques »,.

## Affluents
La Roudoule a quinze tronçons affluents référencés. Son seul affluent principal de plus de quatre kilomètres est le torrent de Mayola (rg), 7 km sur les quatre communes de Puget-Rostang (source), Auvare, La Croix-sur-Roudoule, Puget-Théniers (confluence), avec trois affluents et de rang de Strahler deux. Un seul autre affluent le torrent de Figuière (rg) 3 km est de rang de Strahler trois.
Les autres affluents sont tous de rang de Strahler un : le torrent de la Louvière (rd), 3 km, la vallon de Garnier (rd), 3 km, le torrent d'Amarines (rd), 3 km, le torrent de Fadoun (rd), 3 km, le torrent du Rivet (rd), 3 km, le ruisseau de Léouvé (rd), 2 km, le vallon des Bergiés (rg), 2 km, le torrent du Lucquet (rd), 2 km, le vallon du Serre Long (rg), 2 km, le torrent de Pra du Palud (rd), 1 km, le torrent d'Arlet (rd), 1 km, le vallon de Giarageai (rg),1 km, le ravin des Foundous (rg), 1 km.
Le Torrent de Mayola (rg) 7 km a trois affluents en rive droite : le vallon d'Auvare (rd), 4 km, le ravin de l'Adous (rd), 3 km et le ravin des Vallières (rd), 2 km.
Le Torrent de Figuière (rg) 3 km a un seul affluent le ruiiseau de Bernette 3 km avec un affluent le Vallon de Pontier 2 km.

### Rang de Strahler
Donc le rang de Strahler de la Roudoule est de quatre le torrent de Figuière.

## Hydrologie
Son régime hydrologique est dit pluvial méridional.

## Aménagements et écologie

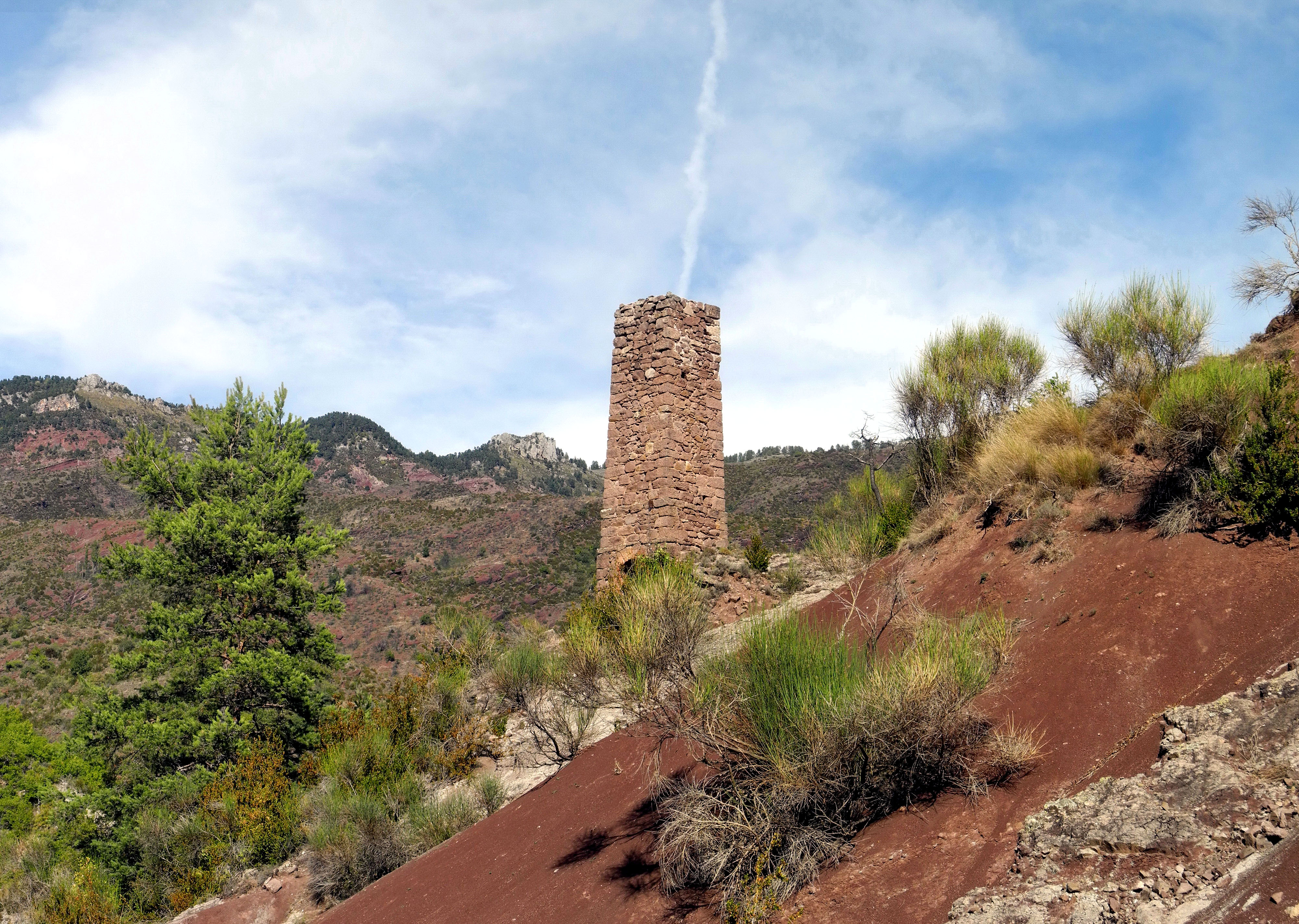
Cheminée de haut-fourneau de la mine de cuivre du Cerisier (1875)

La Croix-sur-Roudoule a été un lieu d'extraction de cuivre et l'on peut visiter le musée du cuivre au hameau de Léouvé,.

## Étymologie
Elle tire son nom du verbe provençal roudoula cité par Frédéric Mistral avec la variante roudela dans le sens de : rouler, dégringoler, descendre précipitamment. Si insignifiante qu'elle paraisse, la Roudoule présente un danger permanent.

## Histoire
Elle fut à l'origine de la catastrophe du 20 octobre 1525 où, grossies par les pluies diluviennes, ses eaux envahirent Puget-Théniers emportant le vieux pont romain et tuèrent 78 personnes. Par son ampleur, la catastrophe provoqua la fuite d'une partie de la population de Puget-Théniers vers le Val Chanan (Puget-Figette actuel Saint-Pierre dans le département des Alpes-de-Haute-Provence) et au Fugeret (hameau d'Annot).
La crainte est encore présente à la fin du XIXe siècle, l'inspecteur des forêts, Monsieur Haller, chargé du reboisement, fait la remarque suivante : « Au moment des orages ce torrent précipite dans le Var de la boue, des graines, des cailloux, des blocs rocheux qui ressemblent à une charge d'artillerie quand ils traversent Puget-Théniers. » Le succès du reboisement combiné à l'endiguement du torrent la Roudoule firent que ses crues sont devenues un lointain souvenir.

## Galerie

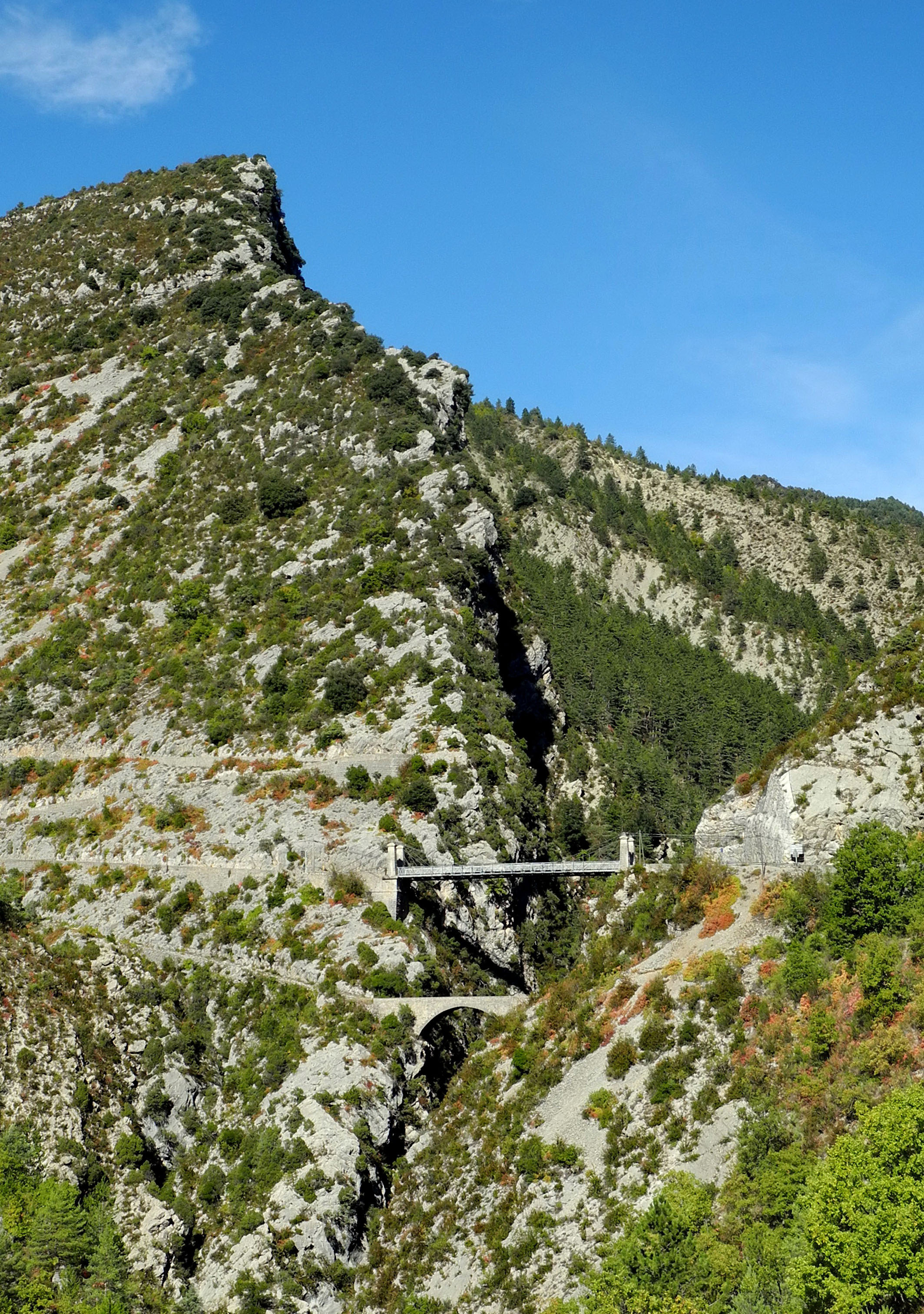
ponts superposés sur la Roudoule à La Croix-sur-Roudoule
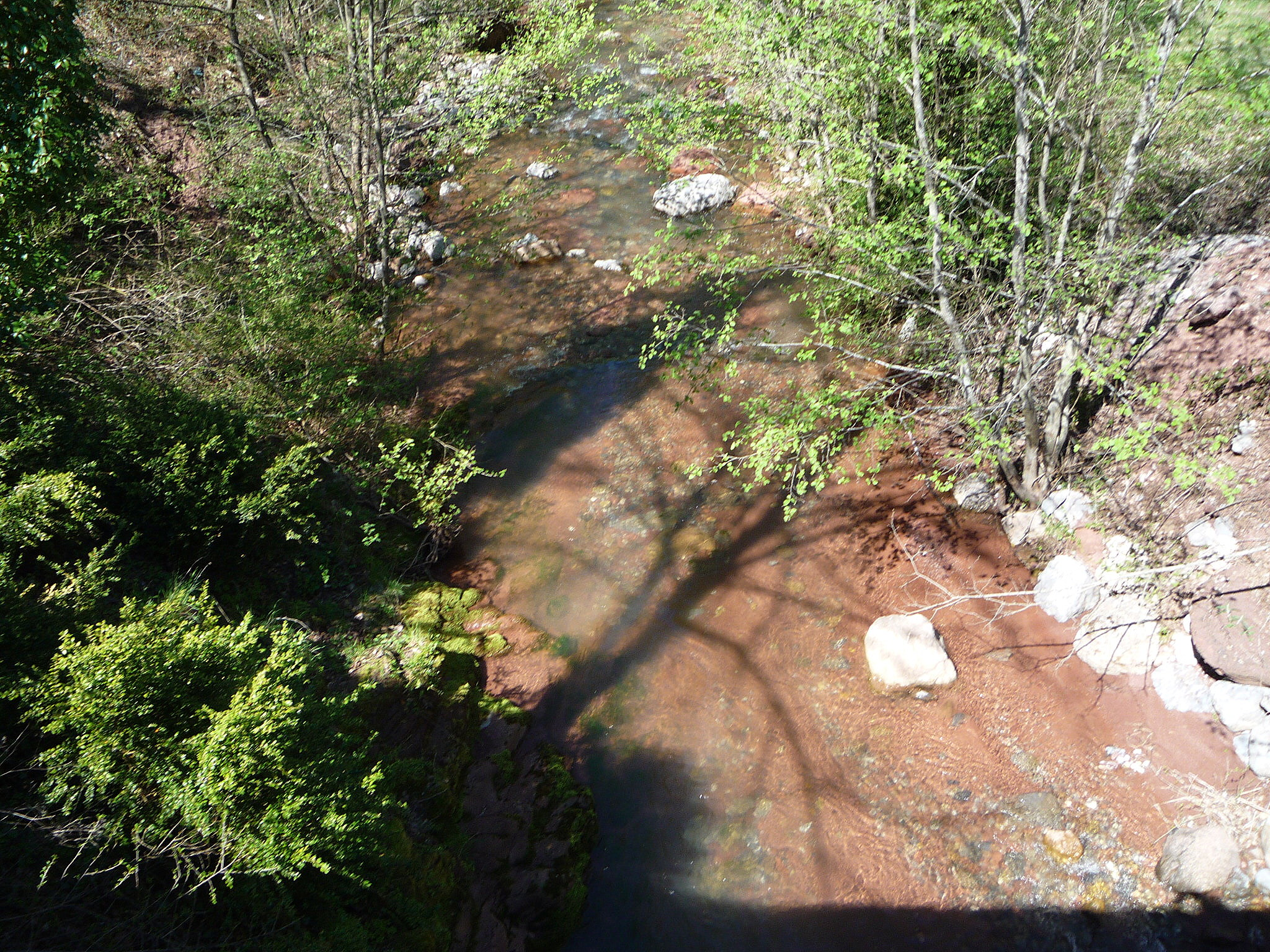
la Roudoule à La Croix-sur-Roudoule vue du pont près du musée de la mine de cuivre